# L'Équipage (roman)
Pour les articles homonymes, voir L'Équipage.
L'Équipage est un roman français de Joseph Kessel, paru en 1923.
Situé pendant la Première Guerre mondiale, le récit décrit la vie des membres d'une escadrille d'observation, ayant pour chef le capitaine Gabriel Thélis, en hommage au capitaine Thélis Vachon qui fut le chef de l'escadrille dans laquelle servit Kessel durant la Première Guerre mondiale.
L'Académie française lui décerne le prix Paul Flat en 1924.

## Résumé
Pendant la Première Guerre mondiale, l'aspirant Jean Herbillon, un jeune observateur âgé de 20 ans, un peu vain, mais plein d'enthousiasme, laisse sa famille et sa maîtresse pour servir dans l'aviation. Le capitaine commandant l'escadrille où Herbillon se retrouve est à peine plus âgé que lui. Chacun des pilotes que le jeune homme apprend à connaître se considère chanceux d'être loin de la boue, du froid et de la misère des tranchées. C'est pourquoi, malgré la précarité de leurs appareils de vol et le danger des missions qui leur sont confiées, ils s'efforcent tous d'oublier la mort et de se montrer de bons compagnons aussi joyeux qu'insouciants. 
Peu après se joint à l'équipe le lieutenant Claude Maury, un excellent pilote, mais dont le grade déplait à la plupart de ses collègues. Par amabilité et parce qu'il sait que sa froideur et ses maladresses cachent un homme doué de sensibilité, Herbillon accepte de faire équipage avec le nouveau venu. Soudés par le danger qu'ils affrontent quotidiennement, ils se lient d'une solide amitié. À l'occasion d'une permission de Jean, Claude lui confie une lettre pour son épouse Hélène. Jean Herbillon découvre alors avec consternation que le lieutenant Maury est le mari de sa propre maîtresse. Choisissant le parti de se taire, il ne peut contrer longtemps ses remords : la conscience de son mensonge l'étouffe. Son attitude s'en ressent. Jean devient renfermé, voire hostile, au point d'éveiller les soupçons de Maury bientôt rongé par la jalousie. 

## Adaptations
Au cinéma
- 1928 : L'Équipage, film muet de Maurice Tourneur, avec Georges Charlia, Jean Dax et Claire de Lorez.
- 1935 : L'Équipage, film français d'Anatole Litvak, avec Annabella, Charles Vanel et Jean Murat.
- 1937 : The Woman I Love, film américain (et remake du film précédent) d'Anatole Litvak, avec Miriam Hopkins, Paul Muni et Louis Hayward.

À la télévision
- 1978 : L'Équipage, téléfilm français d'André Michel, avec François Duval, Bernard Giraudeau et Patricia Lesieur.